# Chowdagonahalli, Nagamangala
Chowdagonahalli là một làng thuộc tehsil Nagamangala, huyện Mandya, bang Karnataka, Ấn Độ.